# Жил Антоан Лисажу
Жил Антоан Лисажу (фр. Jules Antoine Lissajous; Версај, 4. март 1822 — Plombières, 24. јун 1880) био је француски математичар по коме су назване Лисажуове криве. Међу осталим иновацијама, Лисажу је измислио и Лисажуов апаратус, справу која ствара фигуре које носе његово име. У тај апарат се исијава светлост (или ласерски сноп) која се рефлектује од огледала причвршћеног за вибрирајући камертон, која се, даље, рефлектује од другог огледала причвршћеног за други, правоугаоно постављени вибрирајући камертон (обично различитог тона, креирајући специфичне хармонске интервале), а онда на зид, што резултује Лисажуовим фигурама. Ово је довело до открића других апарата, као што је хармонограф.